# Трепо Гранде
Трѐпо Гра̀нде (на италиански: Treppo Grande; на фриулски: Trep Grant, Треп Грант) е село и община в Северна Италия, провинция Удине, автономен регион Фриули-Венеция Джулия. Разположено е на 231 m надморска височина. Населението на общината е 1765 души (към 2010 г.).